# Platygyra daedalea
Espèce
Statut CITES
Platygyra daedalea est une espèce de coraux appartenant à la famille des Merulinidae ou la famille Faviidae.

## Description et caractéristiques

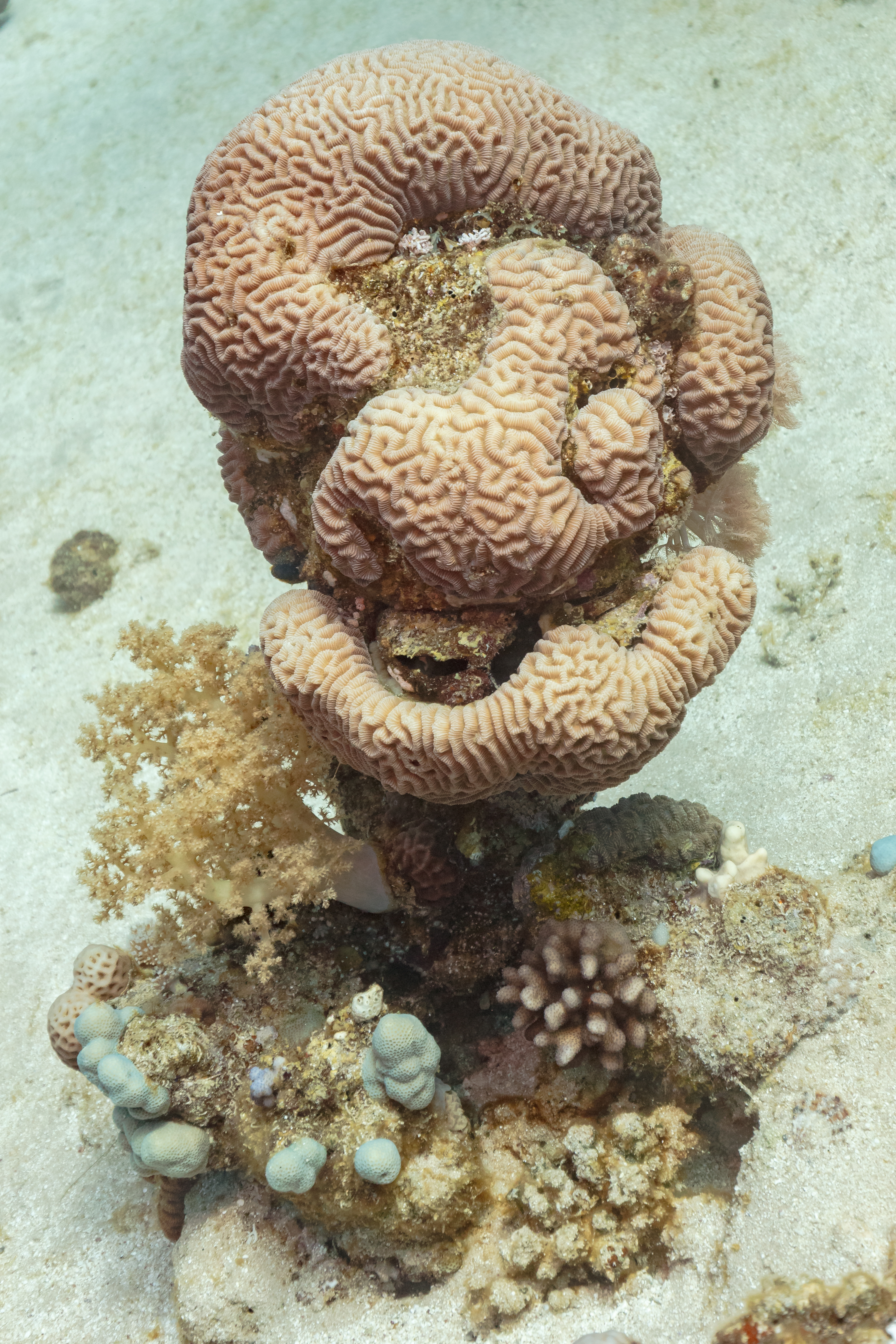
Platygyra daedalea au large du Ras Mohammed, Égypte. Mars 2022.